# Hieracium koehleri
Hieracium koehleri es una especie de planta con flor del género Hieracium, de la familia Asteraceae, orden Asterales.

## Distribución
Hieracium koehleri se distribuye por Inglaterra, Suecia y Estonia.

## Taxonomía
Fue descrita científicamente por (Zahn) Dahlst.
Tratamiento taxonómico
La especie aparece registrada en una sección de la publicación Arkiv Bot., Stockh.